# Karolien Florijn
Karolien Florijn (Leiden, 6 april 1998) is een Nederlands roeister. Zij kwam voor Nederland uit bij de Olympische Zomerspelen 2020 en won daar een zilveren medaille in de vier-zonder. Eerder behaalde ze op hetzelfde nummer eveneens zilver op het WK 2019 in Ottensheim. Bij de Europese Kampioenschappen van 2022 won Florijn goud in de skiff, evenals bij de Wereldkampioenschappen 2022 en de Wereldkampioenschappen 2023. In Parijs werd Florijn in 2024, als eerste Nederlandse vrouw,  Olympisch kampioen in de skiff.
Voor de twee wereldtitels ontving Karolien Florijn in het clubgebouw van roeivereniging De Amstel op 8 januari 2024 de De Gouden Riem, een prijs voor Nederlandse skiffeurs die een zeer uitzonderlijke prestatie in de eenpersoonsboot hebben geleverd. Florijn kreeg de prijs uit handen van de vorige houder van de Gouden Riem, Marit van Eupen.

## Levensloop
De vader van Florijn, Ronald, won twee Olympische gouden roeimedailles en haar moeder Antje Rehaag was met de Duitse acht wereldkampioen. Ook Florijns jongere broers Finn en Beer roeien; Finn was net als zijzelf gekwalificeerd voor de Olympische Zomerspelen van 2020, al mocht hij daar door een positieve coronatest niet deelnemen aan de wedstrijd.
Karolien Florijn begon zelf op veertienjarige leeftijd met roeien bij roeivereniging Die Leythe in Leiden en maakte later de overstap naar de Amsterdamse studentenroeivereniging ASR Nereus. Haar eerste internationale titeltoernooi waren de Europese kampioenschappen in het Tsjechische Račice waar ze zilver won in de acht. Sinds 2019 maakte zij deel uit van de vier-zonder. Samen met Ellen Hogerwerf, Ymkje Clevering en Veronique Meester werd Florijn driemaal op rij Europees kampioen. Het viertal nam in 2021 deel aan de Olympische Spelen in Tokio waar een zilveren medaille werd behaald.
Bij de Europese Kampioenschappen van 2022 in het Duitse München wist ze met grote overmacht goud te behalen in de skiff, als eerste Nederlandse sinds 1972. In hetzelfde jaar werd ze bij de Wereldkampioenschappen in het Tsjechische Račice de eerste Nederlandse wereldkampioene ooit in de skiff. Ze versloeg hierbij onder meer de olympisch kampioene Emma Twigg.
Bij de EK van 2023 in het Sloveense Bled wist Florijn haar titel met succes te verdedigen door opnieuw met groot vertoon van macht de winst te pakken.
Op de Olympische Spelen van 2024 in Parijs behaalde Florijn het goud in de skiff. Zij was daarmee de eerste Nederlandse roeier sinds Jan Wienese in 1968 die Olympisch kampioen in de skiff werd en de eerste Nederlandse vrouw ooit in dat nummer.

## Resultaten

### Olympische Zomerspelen
| Jaar | Plaats | Resultaten        | Teamgenoten                 |
| ---- | ------ | ----------------- | --------------------------- |
| 2021 | Tokio  | in de vier-zonder | Hogerwerf/Clevering/Meester |
| 2024 | Parijs | in de skiff       |                             |

### Wereldkampioenschappen
| Jaar | Plaats     | Resultaten                         | Teamgenoten                                                         |
| ---- | ---------- | ---------------------------------- | ------------------------------------------------------------------- |
| 2017 | Sarasota   | 6e in de acht                      | Wielaard/Lanz/Jorritsma/van Veen/Rustenburg/Clevering/Meester/Noort |
| 2018 | Plovdiv    | in de dubbel-vier                  | van Rooijen/Souwer/Beukers                                          |
| 2019 | Ottensheim | in de vier-zonder                  | Hogerwerf/Clevering/Meester                                         |
| 2021 | Shanghai   | Afgelast vanwege de coronapandemie | Afgelast vanwege de coronapandemie                                  |
| 2022 | Račice     | in de skiff                        |                                                                     |
| 2023 | Belgrado   | in de skiff                        |                                                                     |

### Europese kampioenschappen
| Jaar | Plaats  | Resultaten        | Teamgenoten                                                         |
| ---- | ------- | ----------------- | ------------------------------------------------------------------- |
| 2017 | Račice  | in de acht        | Meester/Jorritsma/Wielaard/Rustenburg/van Veen/Clevering/Lanz/Noort |
| 2018 | Glasgow | in de dubbel-vier | van Rooijen/Souwer/Beukers                                          |
| 2019 | Luzern  | in de vier-zonder | Hogerwerf/Clevering/Meester                                         |
| 2020 | Varese  | in de vier-zonder | Hogerwerf/Clevering/Meester                                         |
| 2021 | Poznań  | in de vier-zonder | Hogerwerf/Clevering/Meester                                         |
| 2022 | München | in de skiff       |                                                                     |
| 2023 | Bled    | in de skiff       |                                                                     |

### Wereldbeker
| Jaar | Plaats          | Resultaten                         | Teamgenoten                        |
| ---- | --------------- | ---------------------------------- | ---------------------------------- |
| 2016 | Varese          | Niet deelgenomen                   | Niet deelgenomen                   |
| 2016 | Luzern          | Niet deelgenomen                   | Niet deelgenomen                   |
| 2016 | Poznań          | 14e in de skiff                    | n.v.t.                             |
| 2017 | Belgrado        | in de twee-zonder                  | Aletta Jorritsma                   |
| 2017 | Belgrado        | in de vier-zonder                  | Jorritsma/van Veen/Lanz            |
| 2017 | Poznań          | Niet deelgenomen                   | Niet deelgenomen                   |
| 2017 | Luzern          | Niet deelgenomen                   | Niet deelgenomen                   |
| 2018 | Belgrado        | in de dubbel-vier                  | van Rooijen/Souwer/Beukers         |
| 2018 | Linz/Ottensheim | in de dubbel-twee                  | Roos de Jong                       |
| 2018 | Luzern          | in de dubbel-vier                  | Beukers/Souwer/van Rooijen         |
| 2019 | Plovdiv         | in de vier-zonder                  | Hogerwerf/Clevering/Meester        |
| 2019 | Poznań          | Niet deelgenomen                   | Niet deelgenomen                   |
| 2019 | Rotterdam       | 5e in de vier-zonder               | Hogerwerf/Clevering/Meester        |
| 2020 | Sabaudia        | Afgelast vanwege de coronapandemie | Afgelast vanwege de coronapandemie |
| 2020 | Varese          | Afgelast vanwege de coronapandemie | Afgelast vanwege de coronapandemie |
| 2020 | Luzern          | Afgelast vanwege de coronapandemie | Afgelast vanwege de coronapandemie |
| 2021 | Zagreb          | Niet deelgenomen                   | Niet deelgenomen                   |
| 2021 | Luzern          | in de vier-zonder                  | Souwer/Clevering/Meester           |
| 2021 | Sabaudia        | in de vier-zonder                  | Hogerwerf/Clevering/Meester        |
| 2022 | Belgrado        | in de skiff                        |                                    |

### Wereldkampioenschappen onder 23
| Jaar | Plaats   | Resultaten                         | Teamgenoten                        |
| ---- | -------- | ---------------------------------- | ---------------------------------- |
| 2017 | Plovdiv  | in de vier-zonder                  | Beeres/Clevering/Meester           |
| 2018 | Poznań   | Niet deelgenomen                   | Niet deelgenomen                   |
| 2019 | Sarasota | Niet deelgenomen                   | Niet deelgenomen                   |
| 2020 | Bled     | Afgelast vanwege de coronapandemie | Afgelast vanwege de coronapandemie |

### Wereldkampioenschappen junioren
| Jaar | Plaats         | Resultaten    | Teamgenoten                                                            |
| ---- | -------------- | ------------- | ---------------------------------------------------------------------- |
| 2015 | Rio de Janeiro | 7e in de acht | Hoogeveen/Verberne/Jonkers/Wiersma/Paulis/van den Boomgaard/Bon/Gompel |
| 2016 | Rotterdam      | in de skiff   | n.v.t.                                                                 |

1976: Christine Scheiblich ·
1980: Sanda Toma ·
1984: Valeria Răcilă-Rosça ·
1988: Jutta Behrendt ·
1992: Elisabeta Lipă-Oleniuc ·
1996: Jekaterina Chodotovitsj ·
2000: Jekaterina Karsten ·
2004: Katrin Rutschow-Stomporowski ·
2008: Roemjana Nejkova ·
2012: Miroslava Knapková ·
2016: Kimberley Brennan-Crow ·
2020: Emma Twigg ·
2024: Karolien Florijn